# Khối 8406
Khối 8406 là một tổ chức chính trị kêu gọi dân chủ đa nguyên tại Việt Nam. Tên "Khối 8406" xuất phát từ tuyên ngôn công bố ngày 8 tháng 4 năm 2006 của nhóm. Chính phủ Việt Nam cho rằng hoạt động của nhóm này vi phạm pháp luật Việt Nam và đã kết án một số thành viên, trong đó có Nguyễn Văn Đài và Lê Thị Công Nhân.

## Tuyên ngôn
Tổ chức này chính thức đưa ra Bản Tuyên ngôn tự do dân chủ 2006, với nội dung chủ yếu bao gồm:
1. Xét rằng các quyền tự do cơ bản của người dân tại Việt Nam đã "bị chà đạp".
2. Nên họ kêu gọi thiết lập lại các quyền cơ bản bao gồm:
  - Quyền tự do thông tin, ngôn luận theo Công ước Quốc tế về các Quyền Dân sự và Chính trị của Đại hội đồng Liên Hợp Quốc, và Việt Nam ký và thông qua vào ngày 24 tháng 09 năm 1982.
  - Quyền tự do hội họp, lập hội, lập đảng và bầu cử theo Công ước Quốc tế về các Quyền Dân sự và Chính trị, điều 21.
  - Quyền tự do hoạt động Công đoàn độc lập và quyền đình công chính đáng theo Công ước Quốc tế về các Quyền Kinh tế, Xã hội và Văn hóa, được Đại hội đồng Liên Hợp Quốc biểu quyết ngày 16 tháng 12 năm 1966 (điều 7 và 8), và Việt Nam phê chuẩn ngày 24 tháng 09 năm 1982.
  - Quyền tự do tôn giáo theo Công ước Quốc tế về các Quyền Dân sự và Chính trị, điều 18.
3. Kêu gọi đấu tranh hòa bình, bất bạo động.

## Diễn biến
Ban đầu, Khối 8406 chỉ có 118 thành viên, là người Việt trong nước. Theo danh sách chi tiết gần đây nhất, lần thứ 10, do Khối 8406 công bố ngày 22 tháng 8 năm 2006, số thành viên công khai đã lên đến 1951 thành viên là người Việt trong nước. Ngoài ra, Khối 8406 cũng công bố là đã có 3881 thành viên công khai là người Việt đang sinh sống ở nước ngoài, cùng với 139 chính khách quốc tế bao gồm đại diện các tổ chức, 50 nhân sĩ thuộc Hiến chương 77 Tiệp Khắc và 50 dân biểu, nghị sĩ Hoa Kỳ. Tuy nhiên, các thành viên của tổ chức này cho rằng họ có "đến hàng vạn người ủng hộ".
Ngày 22 tháng 8 năm 2006, Khối 8406 công khai đưa ra đề nghị bốn bước dân chủ hóa Việt Nam, bao gồm: việc đòi hỏi tái lập các dân quyền tự do, thiết lập các đảng phái chính trị, soạn thảo hiến pháp và tổ chức bầu đại biểu quốc hội mới, có nhiệm vụ chọn lựa quốc hiệu, quốc kỳ và quốc ca. Khối này cũng nhấn mạnh đến "mục tiêu cao nhất là thay đổi triệt để hệ thống chính trị Việt Nam" (trích nguyên văn tuyên bố), không chấp nhận đổi mới hoặc cải cách của chính quyền hiện tại. Tuyên bố cũng chứa đựng các nội dung rất cứng rắn mà theo chính quyền Việt Nam hiện tại là không thể chấp nhận được như: cáo buộc Đảng Cộng sản Việt Nam "tráo trở", "bạo lực và khủng bố", "bóng ma". Do vậy chính quyền Việt Nam ngờ vực rằng khối này lợi dụng tự do ngôn luận, quyết tâm lật đổ chính phủ như tuyên bố của khối, trong khi đó vẫn kêu gọi đấu tranh hòa bình. Từ khi thành lập đến nay, nhiều thành viên là công dân trong nước Việt Nam đã bị công an mời thẩm vấn, và bắt giam vì đã có những hành động vi phạm pháp luật Việt Nam, vốn cấm những hoạt động chính trị đối kháng với chính quyền.
Theo như tuyên bố của tổ chức này thì khối cũng đã được sự công khai công ủng hộ của các tổ chức hay cá nhân nước ngoài và các nhóm hoạt động nhân quyền.
Lần gần đây nhất vào khoảng tháng 7 năm 2009, đã xảy ra vụ tạm giam cựu trung tá quân đội Trần Anh Kim vì đã tham gia phong trào đấu tranh chống đảng nhà nước Việt Nam còn gọi là khối 8406 như ông đã soạn thảo và phát tán nhiều bài viết trên mạng để chống chính quyền. Giáo sư Nguyễn Chính Kết đã được đài BBC phỏng vấn, theo quan điểm của ông thì ông Trần Anh Kim hoàn toàn không có tội, và ông đã phát biểu một câu nói:
"Luật pháp Việt Nam đâu có cấm lập đảng, đâu có cấm tham gia đảng phái nào đó."

## Bắt giữ
Trong vài tháng đầu năm 2007, một số thành viên của nhóm này đã bị giam giữ. Ngày 30 tháng 3 năm 2007, tại Huế, Tòa án nhân dân tỉnh Thừa Thiên-Huế đã mở phiên tòa xét xử linh mục Nguyễn Văn Lý và bốn người khác là Nguyễn Phong, Nguyễn Bình Thành, Hoàng Thị Anh Đào và Lê Thị Lệ Hằng về tội "tuyên truyền chống Nhà nước Cộng hòa Xã hội chủ nghĩa Việt Nam" thuộc nhóm tội xâm phạm an ninh quốc gia. Linh mục Nguyễn Văn Lý bị phạt 8 năm tù, bốn người còn lại chịu các mức án từ 18 tháng đến 6 năm.